# 荘英介
荘 英介（しょう えいすけ、1918年（大正7年）8月20日 - 2019年（平成31年）4月6日）は、日本の実業家。元スピードスケート選手。元日本スケート連盟名誉会長。元王子製紙専務。元王子製袋社長。

## 経歴
慶應義塾大学経済学部卒業。王子製紙所属のスピードスケート選手として活躍。現役を引退後は北海道苫小牧市にある王子製紙の苫小牧工場長に就任。監査役を経て1981年に王子製袋社長に就任。
また1992年には日本スケート連盟会長に就任。1998年に同連盟の会長を退任後は名誉会長となる。1999年、勲四等瑞宝章を受章。
2019年4月6日、東京都豊島区の自宅にて老衰のため死去。享年100歳。